# Kypello Kyprou 2023-2024
La Kypello Kyprou 2023-2024 è stata l'82ª edizione della coppa nazionale cipriota, iniziata il 25 ottobre 2023 e terminata il 18 maggio 2024. La squadra vincente si qualifica per la UEFA Europa League 2024-2025.
L'Omonia è la squadra campione in carica, avendo conquistato il trofeo per la sedicesima volta nella sua storia nell'edizione 2022-2023. Il titolo è stato vinto dal Pafos, che ha conquistato la sua prima coppa nazionale.

## Primo turno
Il sorteggio per il primo turno si è svolto il 28 settembre 2023. Pafos FC, PAEEK e Ypsonas FC hanno ricevuto un pass al turno successivo.
| 25 ottobre 2023    |             |                        |
| APOEL              | 2 – 0       | Pegeia 2014            |
| Olympiakos Nicosia | 4 – 1       | Karmiōtissa            |
| 1º novembre 2023   |             |                        |
| AEK Larnaca        | 3 – 2       | Achyrōnas Onīsilos     |
| 8 novembre 2023    |             |                        |
| Akritas Chlōrakas  | 3 – 4 (dts) | AEZ Zakakiou           |
| Doxa Katōkopias    | 0 – 1       | Omonia                 |
| Nea Salamis        | 6 – 0       | EN Paralimni           |
| 6 dicembre 2023    |             |                        |
| Omonia Aradippou   | 0 – 2       | Ethnikos Achnas        |
| 13 dicembre 2023   |             |                        |
| Anorthōsis         | 3 – 1       | ENAD Polis Chrysochous |
| Agia Napa          | 0 – 6       | Apollōn Limassol       |
| Othellos Athīainou | 4 – 1       | Digenīs Morphou        |

## Secondo turno
Al secondo turno partecipano le 10 vincenti del primo turno e 6 squadre della A' Katīgoria.
| 16 gennaio 2024    |       |                    |
| Nea Salamis        | 3 – 0 | APOEL              |
| Omonia 29is Maiou  | 0 – 2 | Anorthōsis         |
| 17 gennaio 2024    |       |                    |
| AEK Larnaca        | 4 – 2 | Othellos Athīainou |
| 18 gennaio 2024    |       |                    |
| AEZ Zakakiou       | 4 – 2 | PAEEK Kerynias     |
| Olympiakos Nicosia | 0 – 1 | Pafos              |
| Omonia             | 3 – 0 | Ypsonas            |
| 25 gennaio 2024    |       |                    |
| Ethnikos Achnas    | 1 – 2 | Arīs Limassol      |
| 21 febbraio 2024   |       |                    |
| Apollōn Limassol   | 3 – 1 | AEL Limassol       |

## Quarti di finale
| 28 febbraio 2024 |       |               |
| Nea Salamis      | 0 – 5 | Pafos         |
| Omonia           | 3 – 1 | AEZ Zakakiou  |
| 29 febbraio 2024 |       |               |
| Anorthōsis       | 2 – 3 | Arīs Limassol |
| Apollōn Limassol | 2 – 1 | AEK Larnaca   |

## Semifinali
| Squadra 1     | Totale | Squadra 2        | Andata | Ritorno |
| ------------- | ------ | ---------------- | ------ | ------- |
| Pafos         | 3 - 2  | Apollōn Limassol | 2 - 1  | 1 - 1   |
| Arīs Limassol | 0 - 3  | Omonia           | 0 - 3  | 0 - 0   |

## Finale
| Arbitro: | Srđan Jovanovi |

|  |           |                                               |
|  | Marcatori | 8’ (rig.) Tanković 36’ Dragomir 40’ Rodrigues |